# Saleh Alah-Djaba
Saleh Alah-Djaba (* 5. Januar 1950) ist ein ehemaliger tschadischer Sprinter.

## Erfolge
Alah-Djaba trat für den Tschad bei den Olympischen Spielen 1972 in München an. Er nahm an den Wettbewerben über 100 und 200 Meter teil. Über 100 Meter erreichte er die Zwischenläufe, während er seinen Vorlauf über 200 Meter nicht beendete.